# 文吉湾

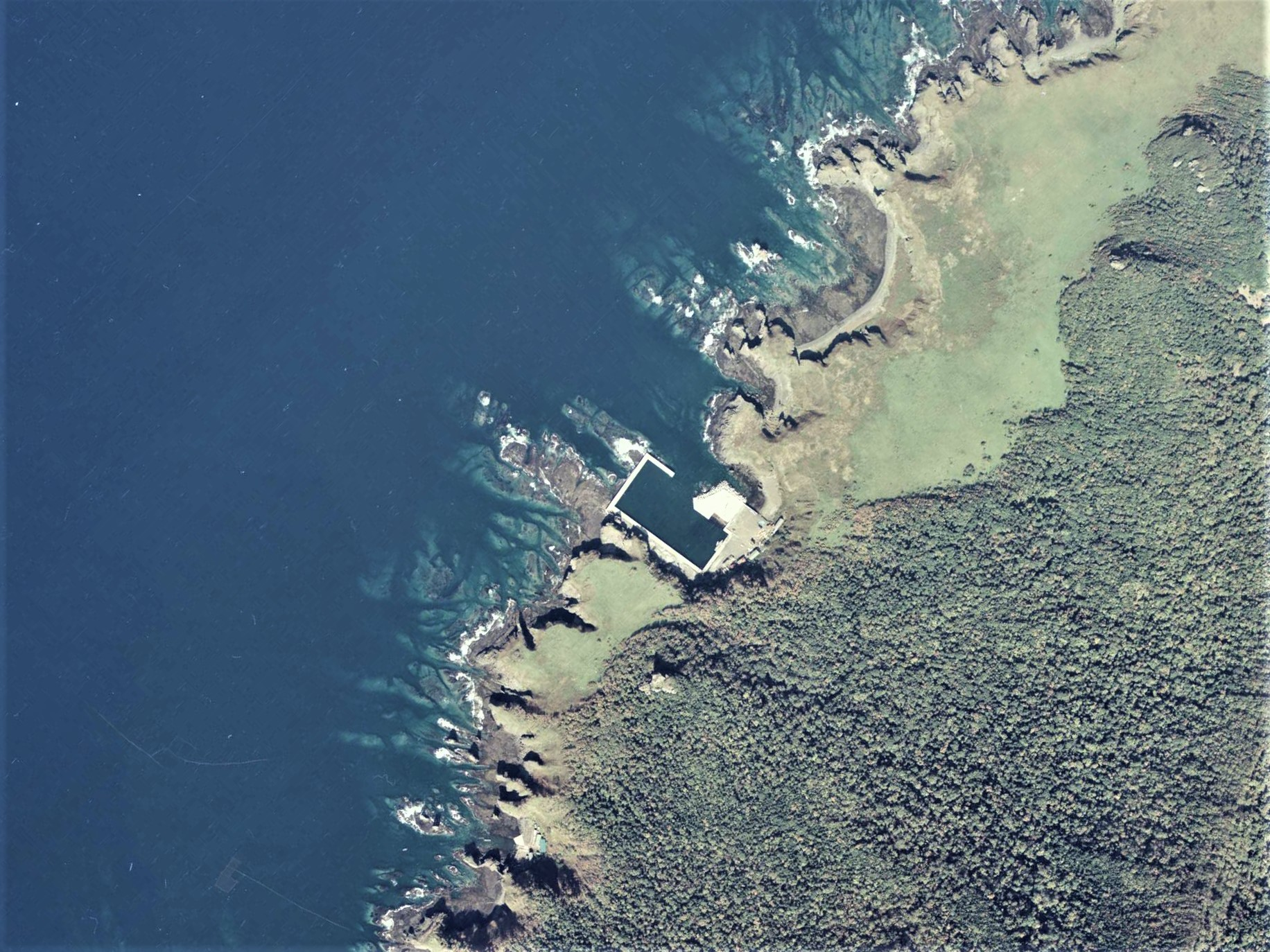
文吉湾周辺の空中写真。中央に文吉湾の漁港施設が見える。1978年10月9日撮影。

文吉湾（ぶんきちわん）は、北海道斜里郡斜里町の知床半島先端部、知床岬の南西にある湾の名。また、湾に設けられた漁港施設の通称である。

## 地理・歴史
知床半島先端部は、厳しい自然環境にもかかわらず縄文時代から人間の定住が行われた場所である。周辺には知床岬遺跡や文吉湾チャシなどの遺跡があり、近世には文吉湾の一つ北隣（知床岬側）の湾である啓吉湾付近にシレトココタンがあった。「文吉湾」の名は、明治時代にこの付近で漁業を営んでいたアイヌの古老・坂井文吉（アイヌ名：クンカラシ）にちなむ。

## 漁港施設
港については文吉港や文吉避難港とも通称されるが、行政上は第4種漁港であるウトロ漁港の一地区であり、ウトロ漁港（知床岬地区）と呼ばれる。
知床半島周辺の海域は、天候の急変により突風が吹くことで知られており、過去には漁船の大量遭難事件も発生している。1959年4月6日に半島東側（羅臼町側）で80名を超す死者・行方不明者を出した「4・6突風」、1966年に半島西側（斜里町側）で発生した死者・行方不明者20名を超す漁船2隻の遭難事件などである。ウトロ漁港から羅臼漁港までの海岸線は約100kmあるが、当時は荒天時に避難できる港はなかった。これらの遭難事件を教訓として、「文吉湾」は1969年にウトロ漁港の分港として着工し、1971年に避難港として竣工、更に工事が加えられて1983年に現在の形となった。2022年の毎日新聞の取材に対して、地元の80代の漁師は、文吉湾の整備以後（漁船の）大きな海難事故はなくなったと述べている。
先端部地区の海域は漁業資源に恵まれており、定置網漁や刺網漁がおこなわれている。文吉湾には「オコツク番屋」と呼ばれる番屋が設置されており、漁期には漁民が泊りがけで作業を行う。

## 利用規制
文吉湾は知床国立公園（1964年指定）内に位置し、陸地側は特別保護区域に指定されている。自然環境保護の観点から、関係諸機関の「知床岬地区の利用規制指導に関する申し合わせ」（1984年）により、一般観光客等はレクリエーション目的で文吉湾を含む「知床半島先端部地区」に動力船から上陸することは認められていない。この利用規制は、行政機関の用務や漁業に関連する利用については除外されており、教育・研究のための立ち入りは個別に検討される。
2022年4月23日の知床遊覧船沈没事故では、遭難船が本港に入れていれば、という声が上がった。漁業関係者以外の事業者（個人のプレジャーボート所有者や遊漁船事業者）にとっては「寄港が禁じられた場所」という印象が強かったのではないかという声もあり、斜里町は漁港使用の注意事項の文面を変更し、緊急時の避難先としての周知が図られることとなった。